# Redzikowo
Redzikowo este un sat în Polonia de nord, în voievodatul Pomerania, în județul Słupsk, în comuna Słupsk. Are 3312 locuitori.